# 馮彰
馮彰（?—?），颍川郡父城县（今河南省宝丰县东）人。东汉人物，馮異長子。
建武十年（34年），馮異死后，馮彰嗣陽夏侯。第二年，汉光武帝思念馮異之功，封馮彰之弟馮訢为析鄉侯。建武十三年（37年），改封馮彰东缗侯，食邑三县。永平五年（62年），汉明帝改封馮彰為平鄉侯（屬鬱林郡潭中縣）。馮彰卒，子馮普嗣平鄉侯，馮普因为鬥殺游徼有罪，被赦免，國除。永初六年（112年），汉安帝下诏绍封馮普之子馮晨为平乡侯。